# Ciutat Esportiva Joan Gamper
La Ciutat Esportiva Joan Gamper és un complex esportiu propietat del Futbol Club Barcelona situat a Sant Joan Despí. Té una superfície total de quasi 16 hectàrees i s'organitza al voltant del camp central, on s'entrena el primer equip i on no es pot accedir normalment, ja que està tapat per les oficines i els vestidors, que n'impedeixen la visió. Això permet que, si l'equip tècnic ho desitja, el primer equip treballi sense públic o sense càmeres. La resta de camps són de lliure accés i estan comunicats entre si per diversos passeigs arbrats.

## Història
La temporada 1980-1081 la directiva de Josep Lluís Núñez va començar a projectar la construcció d'una Ciutat Esportiva, i l'any 1989 el club va adquirir els terrenys de Sant Joan Despí. El novembre de 2000, amb Joan Gaspart com a president, es decidí que la Ciutat Esportiva portés el nom de Joan Gamper, fundador del club. El desembre de 2000 es col·locà la primera pedra i el juliol de 2001 la Generalitat de Catalunya concedí el permís d'obres. El 21 de juny de 2002 es vengueren una part dels terrenys per 29,7 milions d'euros, i el 20 febrer de 2003, amb Enric Reyna com a president, es vengué una altra part dels terrenys per 15,9 milions d'euros.
El juliol de 2003 Joan Laporta arribà a la presidència i decidí parar les obres per a invertir en el primer equip, i es reiniciaren el juliol de 2004. El maig de 2006 el futbol base del club hi començà a entrenar, i va ser inaugurada oficialment l'1 de juny, amb presència del president Joan Laporta, l'alcalde de Sant Joan Despí Antoni Poveda, el secretari general de l'Esport de la Generalitat Manuel Ibern, el president de la Federació Catalana de Futbol Jordi Roche, i dos dels nets de Joan Gamper.
El primer equip del Barça va començar a entrenar-hi de forma regular el mes de gener de 2009. L'any 2011 s'hi va inaugurar la nova Masia, anomenada Centre de Formació Oriol Tort, residència per a les joves promeses del club, on es continua la tasca realitzada a La Masia. El 23 de gener de 2015 s'inaugurà l'edifici dels nous pavellons per a les seccions d'handbol i futbol sala.

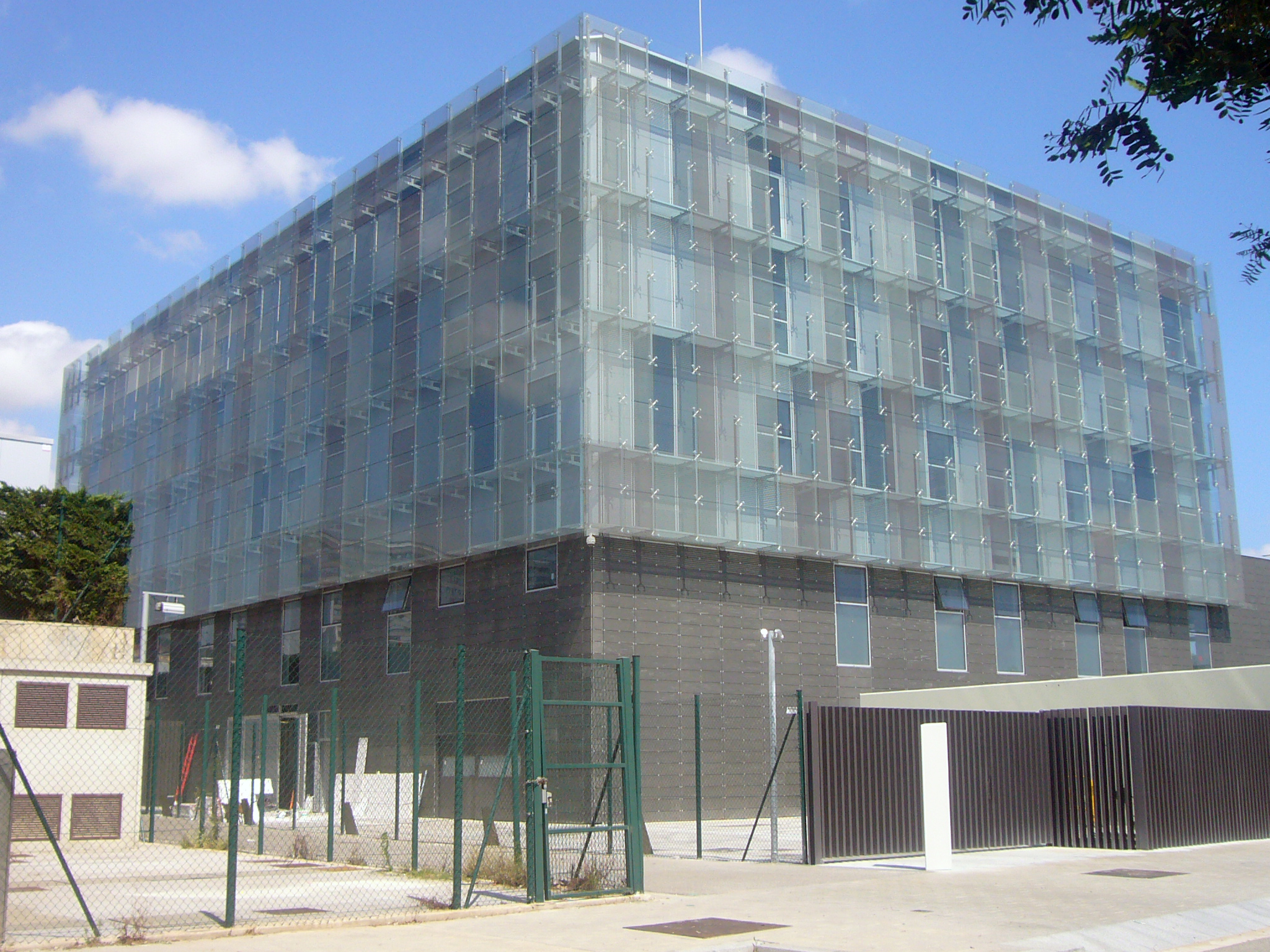
Nova Masia, situada al recinte

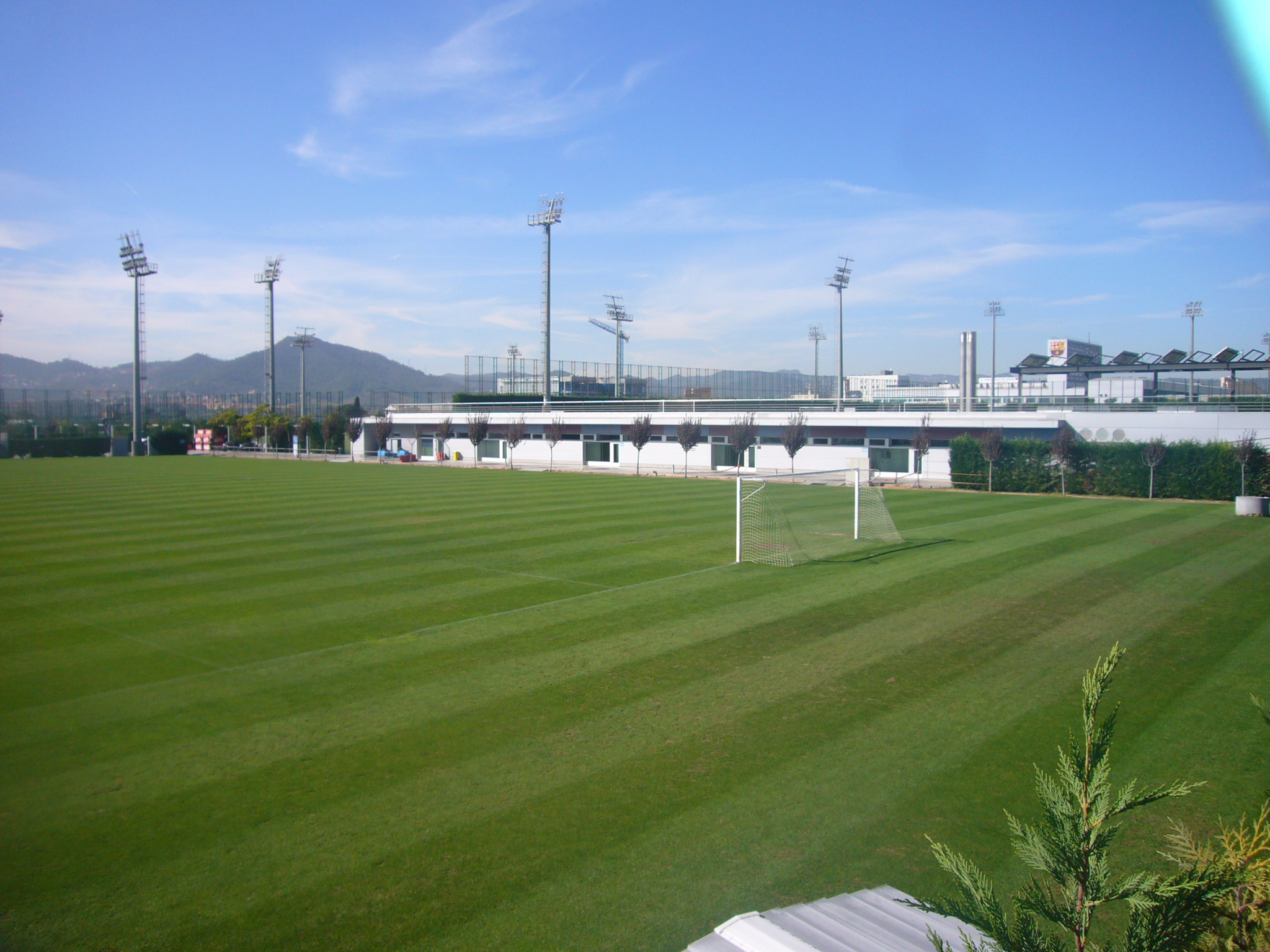
Camp 4, de gespa natural

## Instal·lacions
- Estadi Johan Cruyff: Futbol 11 (105 x 68 m). Grades amb capacitat per a 6.000 espectadors (totes cobertes).
- Camp 1: Futbol 11 (105 x 68 m). Gespa natural. Grades amb capacitat per a 1.400 espectadors.[1]
- Camp 2: Futbol 11 (105 x 65 m). Gespa natural. Grades amb capacitat per a 400 espectadors.
- Camp 3: Futbol 11 (105 x 65 m). Gespa natural. Aquest camp comparteix les grades amb el camp 2.
- Camp 4: Futbol 11 (105 x 65 m). Gespa natural.
- Camp 5: Futbol 11 (105 x 65 m). Gespa artificial.
- Camp 6: Futbol 7 (55 x 38 m). Gespa artificial.
- Camp 7: Futbol 11 (105 x 68 m). Gespa natural. Grades amb capacitat per a 1.750 espectadors.
- Camp 8: Futbol 11 (105 x 65 m). Gespa artificial. Grades amb capacitat per a 950 espectadors.
- Camp 9: Futbol 11 (105 x 65 m). Gespa artificial. Aquest camp comparteix les grades amb el camp 8.
- Pavelló de Bàsquet: Grades amb capacitat per a 472 espectadors.
- Pavelló d'Handbol i Futbol Sala: Dues pistes, una damunt de l'altre. Grades amb capacitat per a 251 i 245 espectadors.
- La Masia - Centre de formació Oriol Tort: Residència per a jugadors dels equips de base.

## Transport públic proper

### Tramvia
A uns 400 m de l'entrada, hi ha l'estació de Sant Feliu - Consell Comarcal de la línia T3 del Trambaix, que connecta amb el Metro de Barcelona i Rodalies de Catalunya.

### Bus
Les parades anomenades Ctra. Laureà Miró-Mn. Jacint Verdaguer (una a cada banda del carrer) estan a uns 300 m de l'entrada de la Ciutat Esportiva. Allà es poden agafar les línies SF1 i SF2 del bus urbà de Sant Feliu de Llobregat, la L52 L'Hospitalet (Ciutat de la Justícia)/Sant Feliu (Pl. Pere Dot) i també la N12 Barcelona (Pl. Portal de la Pau)/St. Feliu de Llob. (La Salut) del Nitbus.